# Johann Georg Kreis
Johann Georg Kreis (* 2. September 1803 in Zihlschlacht; † 24. Mai 1863 ebenda) war ein freisinniger Schweizer Politiker und Richter. Von 1848 bis zu seinem Tod gehörte er dem Nationalrat an.

## Biografie
Der Sohn des Oberamtmanns und Leinwandhändlers Johann Ulrich Kreis besuchte die Akademie in Lausanne und absolvierte dort auch eine kaufmännische Lehre. Anschliessend war er als Kaufmann in Triest tätig. Von dort aus unternahm er Reisen in Italien, Südosteuropa und im Nahen Osten. 1826 kehrte Kreis in seine Heimat zurück und übernahm den väterlichen Handelsbetrieb. Ab 1831 war er Mitglied und ab 1840 Präsident des Bezirksgerichts Bischofszell. Von 1841 bis 1853 war er Richter am thurgauischen Kriminalgericht (die beiden letzten Jahre als dessen Präsident). Daneben wirkte er ab 1833 als Mitglied des reformierten Ehegerichts und ab 1840 als Präsident des reformierten Kirchenrats des Kantons Thurgau.
Kreis’ politische Karriere begann 1826 mit der Wahl in den Grossen Rat des Kantons Thurgau. Diesem gehörte er ununterbrochen fast vier Jahrzehnte lang bis zu seinem Tod an. Aufgrund seiner geschäftlichen Beziehungen und seiner Freundschaft mit Johann Konrad Kern konnte er einen grossen Einfluss auf die kantonale Politik ausüben. Zwischen 1840 und 1846 vertrat er den Thurgau viermal als Gesandter an die Tagsatzung. Kreis kandidierte 1848 mit Erfolg bei den ersten Nationalratswahlen. Danach gelang ihm viermal in Folge die Wiederwahl. 